# Орлиная башня (Дортмунд)

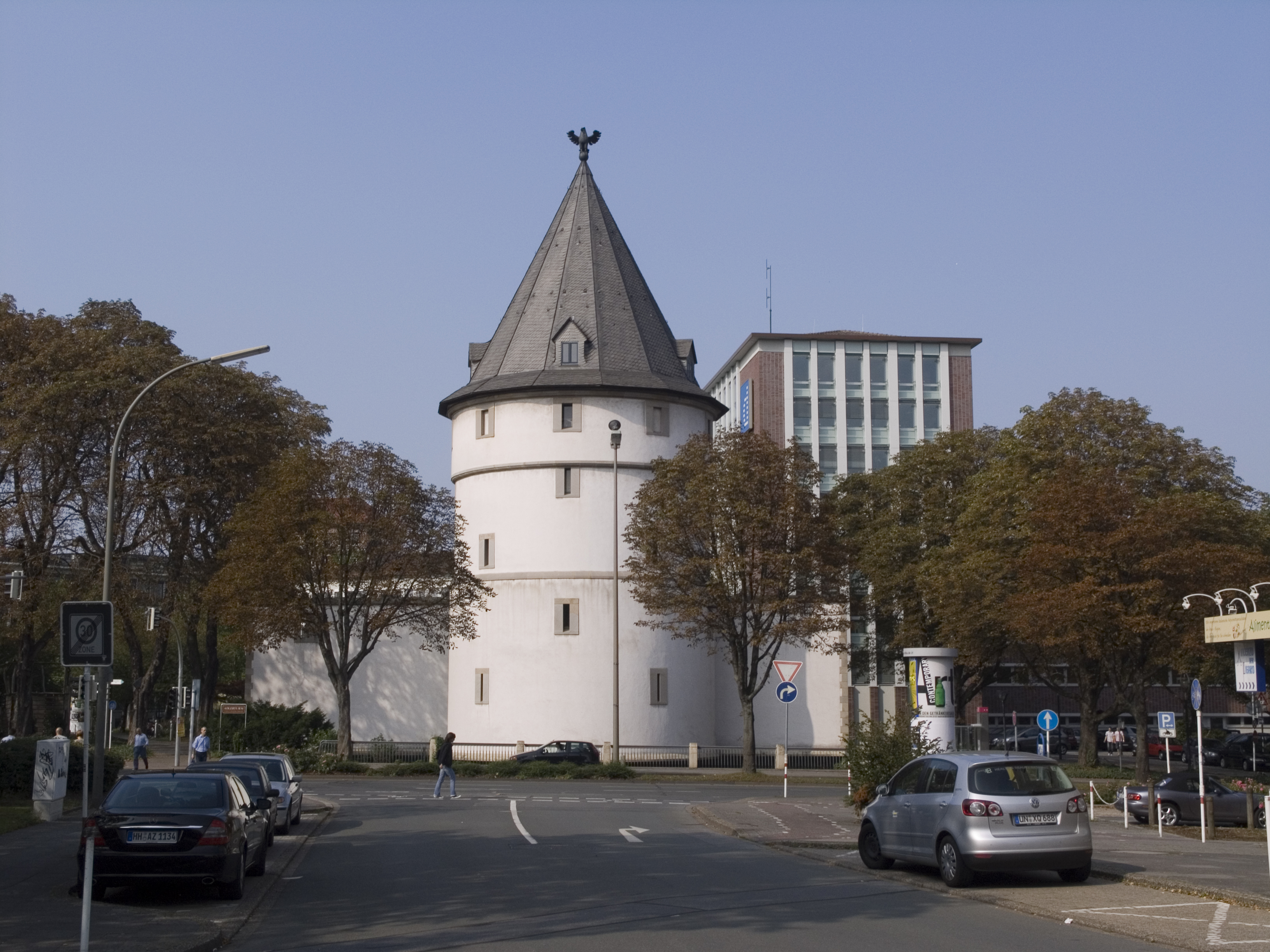
Орлиная башня (вид с южной стороны)

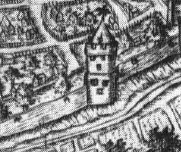
Орлиная башня (1610 год)

Орлиная башня (нем. Adlerturm) — восстановленная башня городской стены в городе Дортмунде (федеральная земля Северный Рейн — Вестфалия). Расположена на улице Ostwall на границе старого города.
Башня была сооружена в 1992 году на историческом фундаменте. 30-метровая башня удерживается на специальных несущих опорах — это сделано для того, чтобы избежать повреждения и не создавать дополнительную нагрузку на фундамент башни XIV века и фундамент примыкающей части городской стены XIII века.
На 6-ти этажах башни размещен музей, в котором можно ознакомиться с археологическими находками в Дортмунде, осмотреть модель средневекового города и его оборонительных стен, увидеть оружие и доспехи эпохи Большого Дортмундского спора 1388—1389 годов.

## Галерея

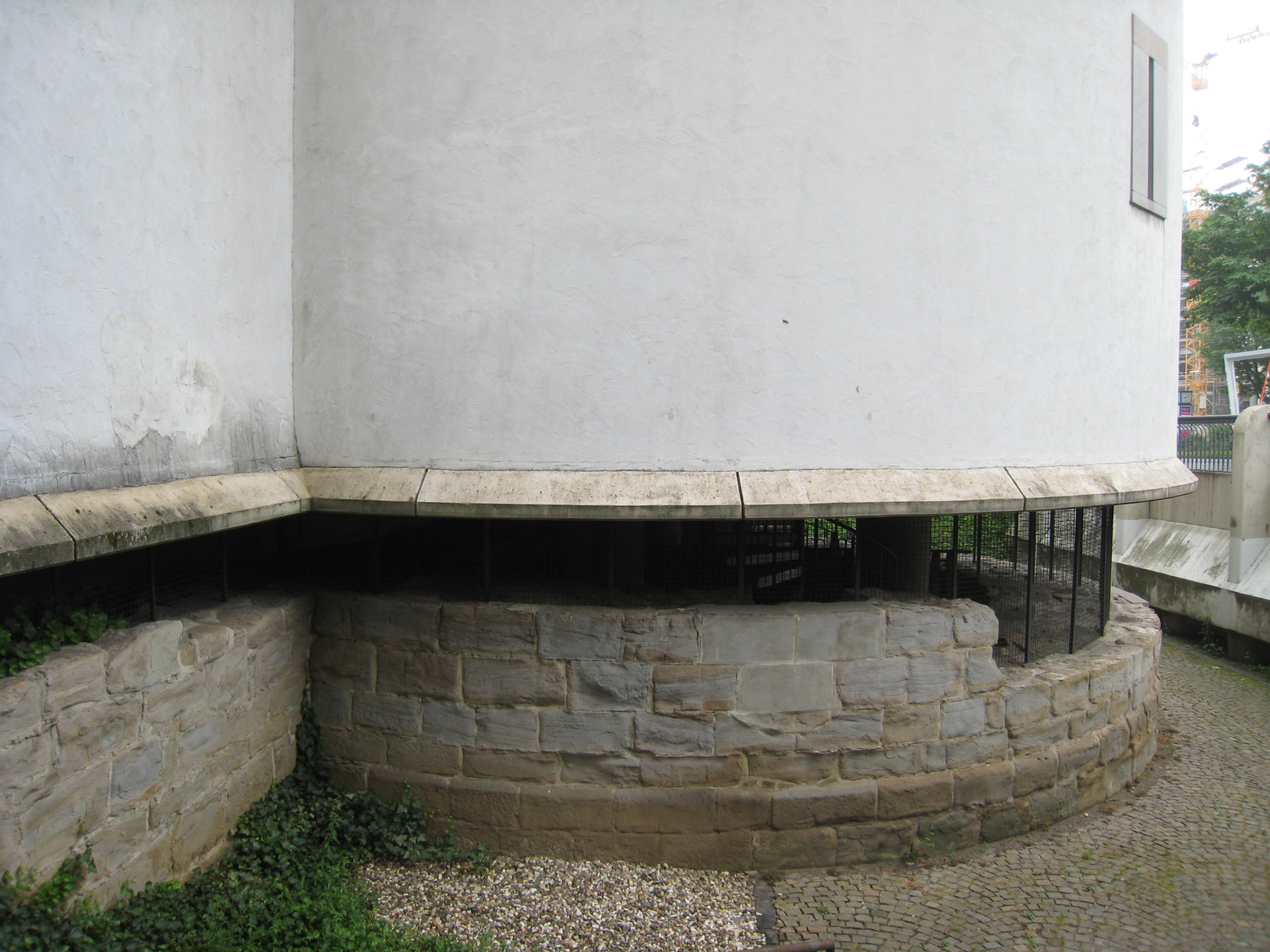
Несущие опоры башни
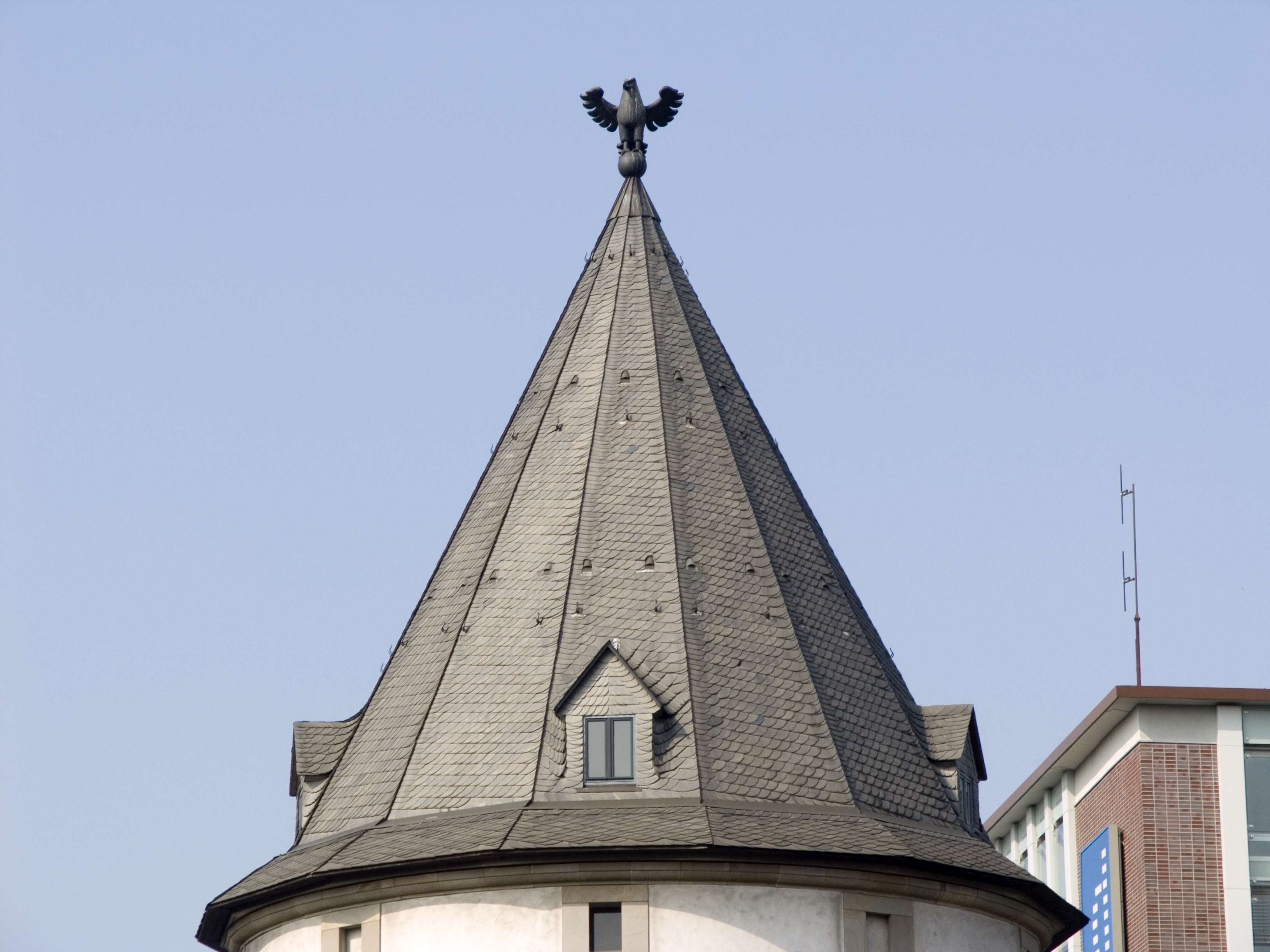
Дортмундский городской герб - орел - на шпиле башни
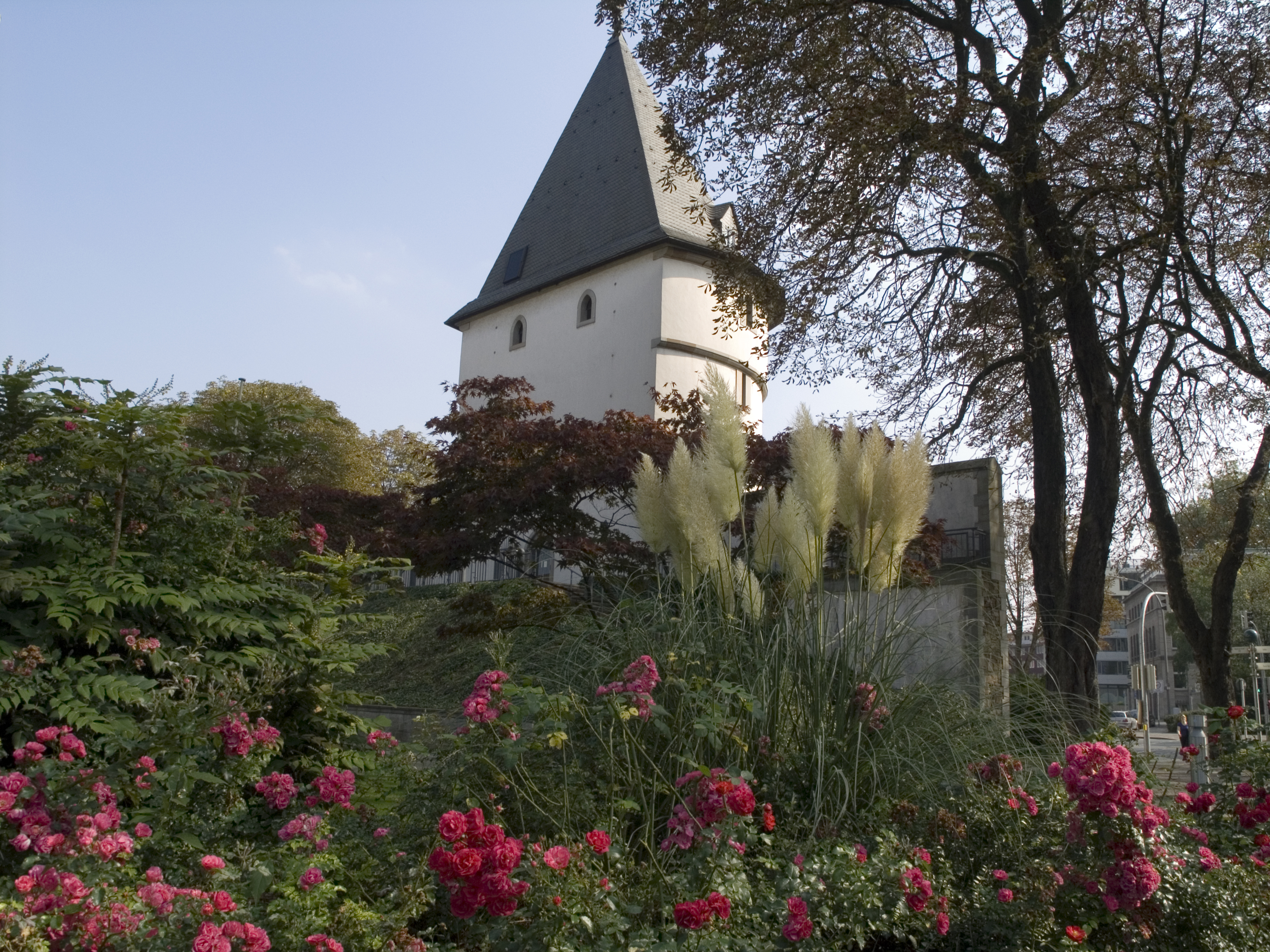
Вид башни с северной стороны
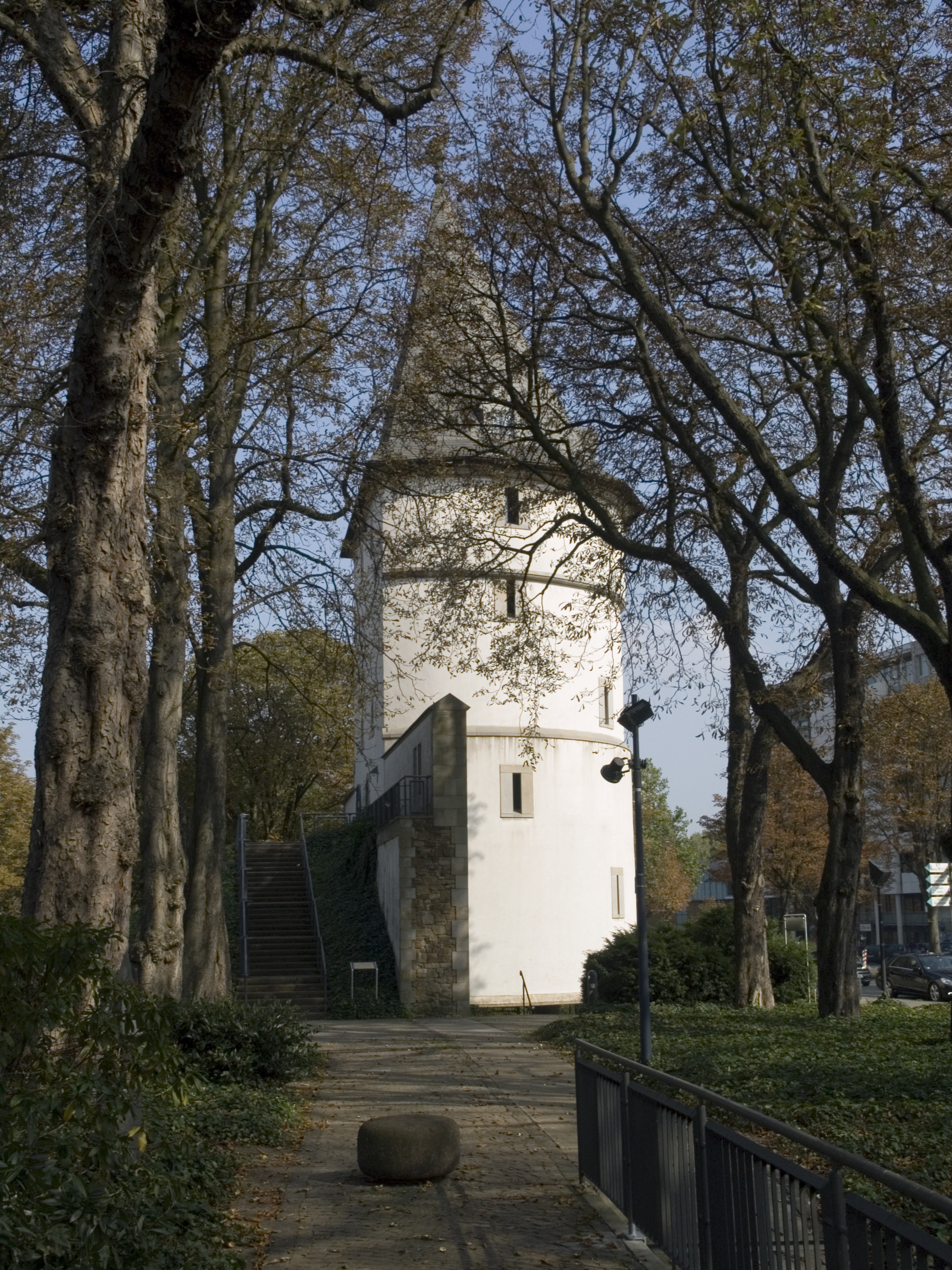
Вид башни с западной стороны